# NGC 3239
NGC 3239 (również PGC 30560, UGC 5637 lub Arp 263) – galaktyka nieregularna (IBm/P), znajdująca się w gwiazdozbiorze Lwa w odległości 25 milionów lat świetlnych. Została odkryta 21 marca 1784 roku przez Williama Herschela. Galaktyka ta ma około 40 000 lat świetlnych średnicy.
Wyjątkowy układ struktur NGC 3229, jej młode gromady gwiazd oraz obszary formowania nowych gwiazd wskazują, że powstała ona w wyniku połączenia galaktyk.
7 stycznia 2012 roku zaobserwowano w tej galaktyce supernową SN 2012A.